# Нове-Място-над-Вартон (гмина)
Нове-Място-над-Вартон (пол. Nowe Miasto nad Wartą) — сельская гмина (волость) в Польше, входит как административная единица в Сьрёдский повет (Великопольское воеводство), Великопольское воеводство. Население — 9092 человека (на 2008 год).

## Сельские округа
1. Богушин
2. Богушинек
3. Хоцича
4. Хромец
5. Хваленцин
6. Дембно
7. Кленка
8. Кольнички
9. Кручин
10. Кручинек
11. Михалув
12. Нове-Място-над-Вартон
13. Радлинец
14. Рогуско
15. Скорачев
16. Страмнице
17. Шиплув
18. Волица-Коза
19. Волица-Пуста

## Соседние гмины
1. Гмина Ярачево
2. Гмина Яроцин
3. Гмина Кшикосы
4. Гмина Ксёнж-Велькопольски
5. Гмина Милослав
6. Гмина Жеркув